# Кислякова, Тамара Ивановна
Кислякова Тамара Ивановна (*23 марта 1925, Полтава, Полтавская область СССР — †2001, Полтава, Украина) — украинская актриса, народная артистка Украинской ССР (1977).

## Биография
Тамаре исполнилось 16 лет, когда началась война. До этого времени она успела закончить только семилетнюю образовательную школу. После войны закончила Полтавское музыкальное училище имени Лысенка. С того времени начала работать в Полтавском украинском театре имени Гоголя (1948).
Вышла замуж за Петра К. Лысенка, артиста родного театра. «Необычайно гармонично и природно звучал в 70-80х годах партнерский дуэт Тамары Кисляковой и её мужа Петра Лысенка», вспоминала народная артистка Украины — Жанна Константиновна Северин.
Имела активную гражданскую позицию. Являлась акционером завода, а так же депутатом в Полтавском округе.
Много лет Тамара боролась с раком, перенесла операцию. Умерла в 75 лет, дома в Полтаве в кругу семьи.

## Семья
Имела сестру Кислякову Ирину. От первого мужа (Петра Лысенка) родила дочь — Лысенко Ирину Петровну.
От второго мужа (ДеГеста Гастона) детей не имела.

## Творчество
Роли: Наталка («Наталка Полтавка» Котляревского), Аза («Цигана Аза» Старицкого), Галина Романовна («Память сердца» Корнийчука), Юлия («Такое долгое, долгое лето» Зарудного), Маша («Океан» Штейна), Людмила («Поздняя любовь» О.Островского), Барба («Вей, ветерок!» Райниса), Дездемона («Отелло» Шекспира).

## Награды
- Медаль «За трудовое отличие» (24 ноября 1960) — за выдающиеся заслуги в развитии советской литературы и искусства и в связи с декадой украинской литературы и искусства в гор. Москве[1].
- Указом Президиума Верховного Совета Украинской ССР Тамаре Ивановне Кисляковой в 1977 году присвоено звание Народной артистки Украинской ССР.